# Heliothis maritima
Heliothis maritima là một loài bướm đêm trong họ Noctuidae.

## Hình ảnh

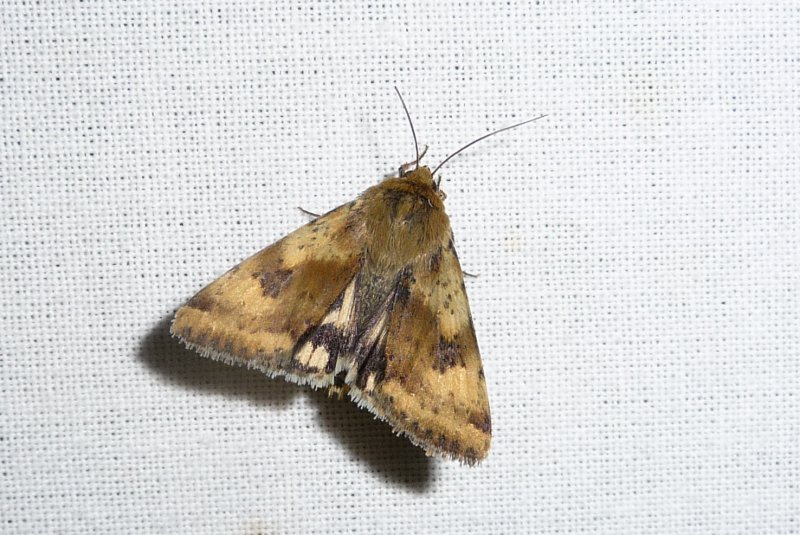
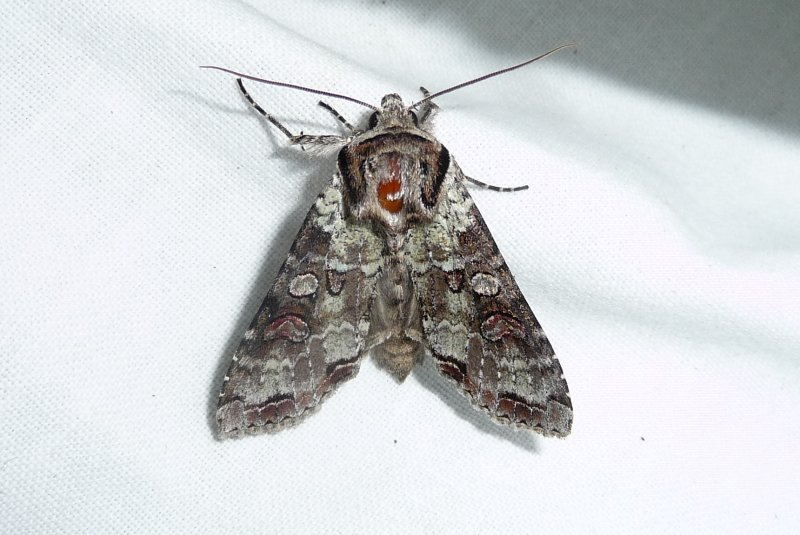